# كيفر ساذرلاند
كيفر وليام فريدريك ديمبسي جورج روفوس ساذرلاند (بالإنجليزية: Kiefer William Frederick Dempsey George Rufus Sutherland)‏ ممثل كندي بريطاني من مواليد 21 ديسمبر 1966، شارك في بطولة عدة أفلام ومن أشهر أدواره عميل وحدة مكافحة الإرهاب جاك باور في المسلسل الأمريكي توينتي فور، وفي الفيلم التلفزيني 24: الخلاص، ساذرلاند حصل بهذا الدور على عدة جوائز لأفضل ممثل في مسلسل درامي وهي جائزة الإيمي في 2006 وجائزة الغولدن غلوب في 2002 وجائزة نقابة ممثلي الشاشة مرتين في 2003 و2005.
وكان مؤدي صوت البطل (بيج بوس) في لعبة ميتل جير سوليد 5 جراوند زيروز و ميتل جير سوليد 5 ذا فانتوم بين

## أهم الأعمال

### أفلام
- بومباي
- مرمادوك
- سوداوية
- ميرورز
- اثنا عشر
- الحياة في البرية
- صائد الأحياء
- كبينة الهاتف
- التلاشى
- القليل من الرجال الفاضلين
- الأولاد الضائعون

### مسلسلات
- فاميلي غاي
- عائلة سيمبسون
- 24
- تل الأحلام
- ساترداي نايت لايف
- قصص مدهشة

### ألعاب فيديو
- ميتال غير سوليد 5: ذا فانتوم بين
- ميتال غير سوليد 5: جراوند زيروز
- كول أوف ديوتي: ورلد أت وور

## روابط خارجية
- كيفر ساذرلاند على موقع IMDb (الإنجليزية)
- كيفر ساذرلاند على موقع الموسوعة البريطانية (الإنجليزية)
- كيفر ساذرلاند على موقع روتن توميتوز (الإنجليزية)
- كيفر ساذرلاند على موقع مونزينجر (الألمانية)
- كيفر ساذرلاند على موقع ألو سيني (الفرنسية)
- كيفر ساذرلاند على موقع ميوزك برينز (الإنجليزية)
- كيفر ساذرلاند على موقع تيرنر كلاسيك موفيز (الإنجليزية)
- كيفر ساذرلاند على موقع أول موفي (الإنجليزية)
- كيفر ساذرلاند على موقع بوكس أوفيس موجو (الإنجليزية)
- كيفر ساذرلاند على موقع قاعدة بيانات برودواي على الإنترنت (الإنجليزية)